# 神明神社 (世田谷区船橋)
神明神社（しんめいじんじゃ）は東京都世田谷区船橋にある神社である。旧船橋村の鎮守。

## 概要
天照皇大神 、相殿に倉稲魂命と天児屋根命を祀る。
創建は不詳だが、天保10年（1839年）建立の石鳥居があり、それ以前と推定される。

## 社殿・境内
本殿は1990年に過激派の時限発火装置により放火され焼失、1992年に再建された。鉄筋コンクリート神明造銅板葺。
境内地は3,200m2余あり、社叢林は世田谷区によって保存樹林地に指定されている。

## 祭事・年中行事
例祭は9月最終日曜日。

## 所在地・交通
東京都世田谷区船橋4-40-17
- 小田急小田原線千歳船橋駅下車徒歩18分
- 千歳船橋駅よりバス(小田急バス　経01系統)「宝性寺」下車

## 関連文献
- 「船橋村 神明宮」『新編武蔵風土記稿』 巻ノ127多磨郡ノ39。NDLJP:763995/84。